# پورتوریکو
پورتوریکو (به اسپانیایی: Puerto Rico) با نام رسمی قلمرو همسود پورتوریکو (به اسپانیایی: Estado Libre Asociado de Puerto Rico) مجمع‌الجزایری در شمال شرقی منطقه کارائیب است. پورتوریکو از نواحی غیرضمیمه به خاک ایالات متحده آمریکا به‌شمار می‌آید که تحت حاکمیت سیاسی ایالات متحده آمریکا قرار دارد.
جمعیت پورتوریکو سه میلیون و ۱۹۴ هزار نفر و زبان‌های رسمی آن اسپانیایی و انگلیسی است. زبان رایج اکثریت مردم جزیره، اسپانیایی است و تنها حدود یک‌چهارم جمعیت پورتوریکو انگلیسی را روان صحبت می‌کنند.
نزدیک به ۷۶ درصد از مردم این جزیره سفیدپوست هستند که تبار بیشتر آن‌ها از اسپانیا است. کوبا و پورتوریکو تنها جزایری در حوزه کارائیب هستند که سفیدپوستان اکثریت جمعیت آن‌ها را تشکیل می‌دهند.
۸۵ درصد از مردم پورتوریکو کاتولیک هستند. پورتوریکو بیش از ۴۰۰ سال در کنترل اسپانیا بود تا این‌که در جنگ آمریکا و اسپانیا پس از شکست اسپانیا این جزیره به کنترل ایالات متحده درآمد. نام پورتوریکو از زبان اسپانیایی گرفته شده و به معنای «بندر ثروتمند» است.
جزیره پورتوریکو هم‌اکنون تحت حاکمیت سیاسی ایالات متحده آمریکا قرار دارد، دلار آمریکا پول رایج آن است و شهروندانش با گذرنامه آمریکایی سفر می‌کنند، با این وجود مجمع‌الجزایر پورتوریکو در سنای آمریکا سناتور ندارد و تنها یک «نماینده بدون حق رای» در کنگره ایالات متحده آمریکا دارد.
هرچند که ساکنان این جزیره شهروند آمریکا بشمار می‌آیند اما نمی‌توانند در انتخابات ریاست جمهوری آمریکا شرکت کنند. در انتخابات سراسری آمریکا در سال ۲۰۰۰ میلادی حدود شش میلیون و نیم شهروند آمریکایی با تبار لاتین شرکت کرده بودند که بیش از یک میلیون نفر آنان از کسانی بودند که شهروندی آمریکا را گرفته و دارای‌تبار پورتوریکوئی بودند.
این کشور کوچک‌ترین و شرقی‌ترین جزیره از جزایر آنتیل بزرگ از هند غربی به‌شمار می‌آید که از شمال به اقیانوس اطلس، از شرق به جزایر آنتیل کوچک، از جنوب به دریای کارائیب، و از غرب به جمهوری دومینیکن محدود می‌شود. پورتوریکو کشوری است کوهستانی با آب و هوای گرمسیری و منابع زیر زمینی و معدنی اندک.

## تاریخ
جزیره اصلی پورتوریکو توسط کریستف کلمب در طول دومین سفر دریایی‌اش به قاره جدید در سال ۱۴۹۳ کشف شد، بر اساس شواهد به دست آمده از تاریخ پیش‌کلمبی، جمعیت این جزیره حدود ۳۰ هزار نفر در سال ۱۵۰۸ برآورد شده‌است. سرخ‌پوستان بومی جزیره موسوم به قوم تاینو، این جزیره را «بوریکن» به معنای «سرزمین شاهزادهٔ نجیب» می‌خواندند. اما کلمب آن را به یاد یحیای تعمید دهنده به سان خوان تغییر نام داد. این نام هنوز بر پایتخت این کشور باقی است.
در سال ۱۵۰۸ نخستین مهاجران اسپانیایی وارد پورتوریکو و بندر خوان پونس دلئون شدند، عده‌ای نیز رهسپار کاپارا شدند و اولین حکومت محلی در آنجا تشکیل شد. یکی از مردان خوان پونس دلئون از فرماندهان تحت نظر کلمب، شایعاتی در مورد ثروت تاینوهای پورتوریکو شنیده بود. اختلافات آغاز شد و تازه‌واردان شروع به سرکوب و مطیع کردن بومیان جزیره کردند. مهاجران اسپانیایی رفته‌رفته مردم تاینو را محو و معادنشان را در ظرف اندک زمانی ضبط کردند. در طول یک سال، پونس دولئون، تاینوها را مطیع خود ساخته و کنترل اکثریت منطقه را بدست گرفت. در آن زمان، آن جزیره مجدداً تغییر نام داده و به پورتوریکو به معنای «بندر ثروتمند» تغییر نام یافت.
تاینوها در ابتدا در معادن طلا کار می‌کردند. در سال ۱۵۱۱، مقامات این جزیره بابت بدرفتاری با تاینوها از سوی کلیسای کاتولیک اخطاری دریافت کردند؛ اما همچنان نرخ مرگ و میر بر اثر کارهای سخت و طاقت‌فرسا و بردگی و بیماری و سوءتغذیه بالا بود. در سال ۱۵۱۸، هنگامی که آبله در میان این قوم شیوع پیدا کرد، بیشتر جمعیت آنان نابود شده بود. این وضعیت آنقدر ادامه پیدا کرد که دیگر تاینوهای زیادی برای کار وجود نداشتند. در این زمان اسپانیایی‌ها مجبور شدند، برده‌های سیاهپوست را جایگزین آن‌ها کنند.
در اوائل سده ۱۷ م. این جزیره به دست انگلستان افتاد لیکن طولی نکشید که دوباره به اسپانیا بازپس داده شد.
آمریکا به دنبال جنگ با اسپانیا برای تصرف پورتوریکو، پس از اشغال این جزیره در سال ۱۸۹۸ کنترل آن را در دست گرفت. به علت اینکه پورتوریکو از مستملکات آمریکاست همهٔ شهروندان پورتوریکو دارای تابعیت آمریکایی هستند. در سال ۱۹۴۸ سنای آمریکا اجازهٔ انتخاب حاکم توسط خود پورتوریکویی‌ها را صادر کرد، در سال ۱۹۵۲ این لایحه توسط کنگره تصویب و ضمانت اجرایی پیدا کرد. در ۱ نوامبر ۱۹۵۰ استقلال طلبان افراطی پورتوریکویی با سفر به واشینگتن و ورود به محل کار رئیس‌جمهوری (هری ترومن) قصد ترور او را داشتند که البته موفق به این کار نشدند، در ۱ مارس ۱۹۵۴ نیز عده‌ای از افراطیون پورتوریکویی با ورود به ساختمان کنگره، ۵ تن از نمایندگان کنگره را مجروح کردند.
پورتوریکو امروزه نقطه انتقال عمده برای قاچاقچیان مواد مخدر بین آمریکای جنوبی و ایالات متحده است.

## سیاست
این کشور دارای نظام دولتی نیمه خودمختار است. در امور مالی، دفاعی، روابط خارجی و تجارت بین ایالتی، پورتوریکو کاملاً تحت قیمومیت سیاسی ایالات متحده آمریکا عمل می‌کند. بغیر از موارد مذکور، قانون اساسی پورتوریکو امور جاری داخلی کشور را تبیین می‌کند. مردم پورتوریکو شهروندان آمریکایی بشمار می‌آیند، اما در انتخابات آمریکا حق رأی ندارند.
نظام سیاسی و حکومتی پورتوریکو به گونه‌ای است که در مسائل مالی، اقتصادی، دفاعی، روابط خارجی و تجاری تحت نظارت و حاکمیت سیاسی آمریکا قرار دارد و در مسائلی به غیر این موارد، قانون اساسی خود را اعمال و اجرا می‌کند.
از سال ۱۹۵۲ تاکنون پورتوریکو سه حزب سیاسی اصلی داشته‌است: حزب دموکراتیک مردمی، حزب پیشرو جدید و حزب استقلال پورتوریکو. این سه حزب برای کسب سه وضعیت سیاسی مختلف تلاش می‌کنند. حزب دموکراتیک به دنبال حفظ وضعیت پیوستگی با آمریکا به عنوان مشترک‌المنافع است و در همه‌پرسی رأی مردمی را کسب کرد. حزب پیشرو به دنبال این است که پورتوریکو ایالتی از آمریکا شود و حزب مستقل هم به دنبال ایجاد حاکمیت و جمهوری مستقل است.
در سال ۲۰۰۷ حزب چهارمی به نام پورتوریکویی‌ها برای حزب پورتوریکو ثبت شد. این حزب ادعا می‌کند که به دنبال مشکلات جزیره در وضعیت خنثی است. اما پس از اینکه حزب نتوانست تعداد آراء مورد نیاز را کسب کند، تنها به عنوان یک حزب سیاسی ثبت شده باقی ماند. احزاب ثبت نشده دیگر این کشور شامل حزب پورتوریکویی‌های ملی‌گرا و جنبش کارگران سوسیالیست می‌شوند.

### مسئله ارتباط با ایالات متحده
پورتوریکو حکومتی جمهوری‌خواه تحت حاکمیت و نظارت آمریکا دارد، اما تحت حمایت کامل قانون اساسی آمریکا قرار ندارد. رئیس دولت پورتوریکو رئیس‌جمهور امریکاست. دولت پورتوریکو بر اساس سیستم جمهوری‌خواهی بوده و از سه بخش تشکیل شده‌است: مجریه، مقننه و قضائیه؛ قوه مجریه توسط فرماندار هدایت می‌شود که اکنون لوئیس فورتونو آن را بر عهده دارد.
پورتوریکو در کنگره آمریکا نماینده‌ای دارد که حق رأی ندارد، این فرد کمیساریای مقیم نامیده می‌شود (در حال حاضر پدرو چیرلیسی این سمت را بر عهده دارد). انتخابات پورتوریکو توسط کمیسیون انتخابات فدرال و کمیسیون انتخابات ایالت پورتوریکو اداره می‌شود. با وجود اینکه مردم پورتوریکو در کنگره آمریکا نماینده دارند، اما نمی‌توانند در انتخابات ریاست جمهوری آمریکا شرکت کنند، تنها می‌توانند در مرحله مقدماتی انتخابات رأی دهند. پورتوریکوهایی که مقیم ایالات متحده شده‌اند می‌توانند در انتخابات شرکت کنند.
پورتوریکو یک کشور مستقل نیست و هیچ سفارتخانه‌ای در این کشور وجود ندارد. تنها میزبان کنسولگری ۴۱ کشور است که اغلب آن‌ها از آمریکا و اروپا هستند. اکثر کنسولگری‌ها در سان خوان، پایتخت آن مستقر هستند. از آنجایی که این کشور بخشی از قلمرو اصلی آمریکا به حساب نمی‌آید، دفاتر دولتی سطح اول به همان صورتی که در دولت آمریکا تعریف شده در آن وجود ندارد، اما ۷۸ شهرداری در آن مستقر است.
در جریان همه‌پرسی غیررسمی و غیر الزام‌آوری که در سال ۲۰۱۲ برگزار شد، بیش از نیمی از رأی‌دهندگان پورتوریکویی‌تبار از وضعیت دوگانگی سیاسی این مجمع الجزایر ناراضی بوده و چیزی بیش از ۶۰ درصد آنان نیز خواهان آن بودند تا این کشور به عنوان پنجاه و یکمین ایالت آمریکا به رسمیت شناخته شود. آنان ایالتی شدن این کشور را حتی به خودمختاری کامل آن ترجیح دادند.
قانون اساسی آمریکا قدرت پذیرش ایالت جدید را به کنگره اعطاء نموده‌است. اما کنگره آمریکا به نظر تمایلی به الحاق پنجاه و یکمین ایالت به اتحادیه نداشته و این عدم تمایل ناشی از شبهات پیرامون اعتبار همه‌پرسی، اختلاف عمیق احزاب و مشکلات دیگری نظیر مسئله صخره مالی، کسری بودجه فدرال و اصلاحات مهاجرتی است. افزون بر تمامی مسائل سیاسی، نگرانی‌های مالی و اقتصادی در صدر مسائلی قرار دارند که عضویت پورتوریکو در ایالات متحده را با تأخیر مواجه می‌کند. بر پایهٔ گزارش ۲۰۱۰ کمیته منابع طبیعی مجلس نمایندگان، اگر پورتوریکو تبدیل به یک ایالت آمریکایی شود، برای برنامه‌های اجتماعی، خدمات درمانی و دیگر موارد، سالیانه ۷٫۷ میلیارد دلار هزینه اضافی بر دوش دولت فدرال گذاشته می‌شود.

## جغرافیا

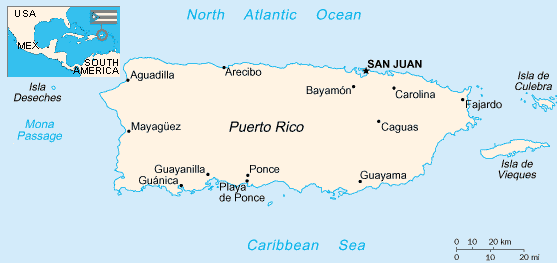
نقشه پورتوریکو

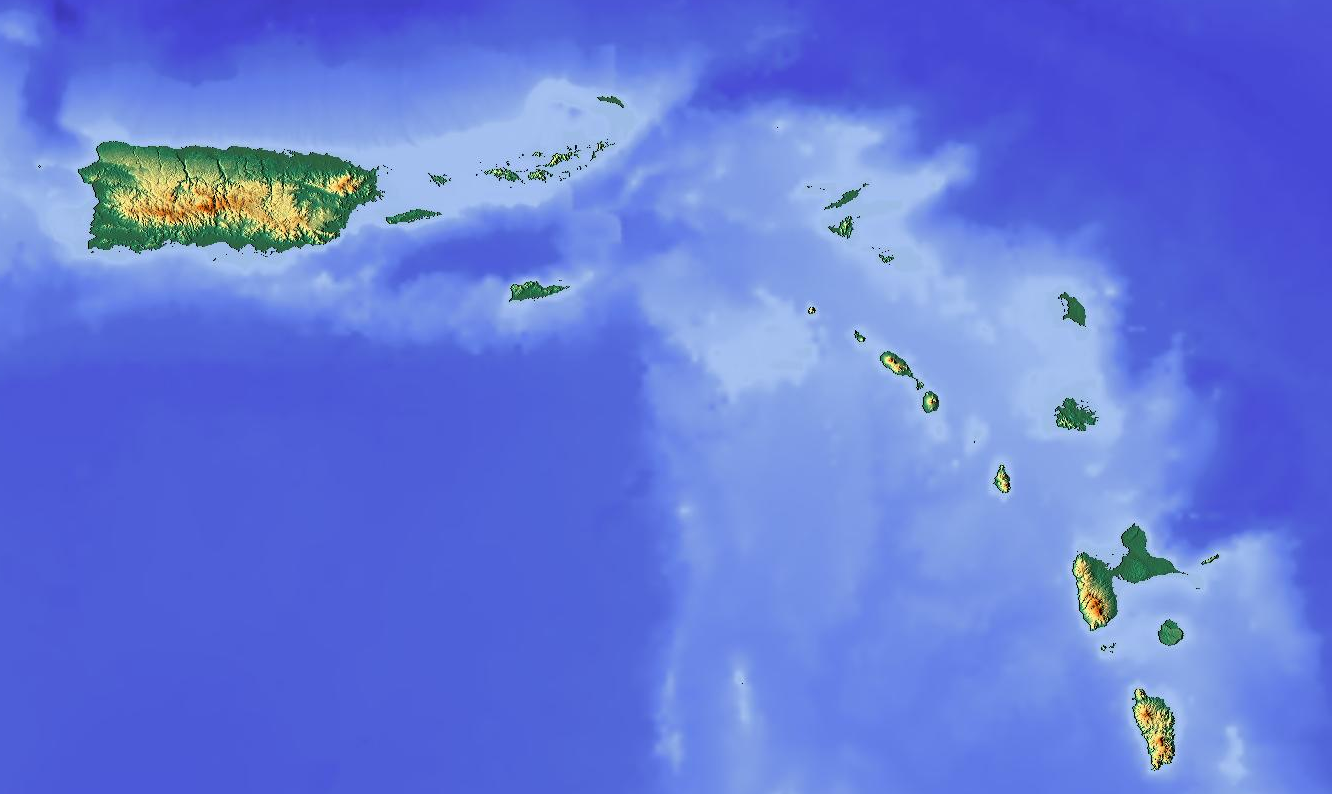
نقشه توپوگرافیک پورتوریکو

مساحت کشور پورتوریکو ۹٬۱۰۴ کیلومتر مربع و به تقریب نصف کویت است. جزیره اصلی پورتوریکو از لحاظ وسعت، کوچک‌ترین جزیره در میان جزایر ویکس به‌شمار می‌رود. اگر چه از لحاظ جمعیت، رتبه سوم را در بین این گروه چهار جزیره‌ای دارد. سایر جزایر، کوبا، هیسپانیولا و جامائیکا هستند. پورتوریکو، به دلیل موقعیت جغرافیایی، آب و هوایی استوایی داشته و در بعضی فصول، توفان‌های آتلانتیک را هم تجربه می‌کند.
پورتوریکو در شرق کشور دومینیکن و غرب جزایر ویرجین واقع شده‌است، و در نزدیکترین نقطه ۱۲۰۰ کیلومتر با خاک ایالات متحده آمریکا فاصله دارد. این مجمع‌الجزایر شامل جزیره اصلی پورتوریکو و چندین جزیره کوچک دیگر است. همسایه پورتوریکو کاستاریکا است.
شکل آن مستطیل غیر منتظم است و از مشرق به مغرب امتداد می‌یابد. کرانه‌های ناهموار دارد و دارای رشته‌کوه‌های کم‌ارتفاعی است که از شرق بسوی غرب امتداد پیدا کرده‌است. رودهای زیادی از این کوه‌ها جاری و اراضی جزیره را سیراب می‌کند. هوایش معتدل و خاکش حاصلخیز است.
آب و هوای گرم و استوایی این کشور، جهانگردان زیادی را جذب می‌کند.
دمای هوای پورتوریکو همواره تابستانی است و میانگین دمای سالانه آن به ۲۶ درجه سانتی‌گراد می‌رسد. بین ماه‌های دسامبر و آوریل اوج فصل گردشگری در این جزیره است.
پارک ملی ال یانگ که در فاصله یک هزار و ۸۰ متری از سطح دریا قرار دارد و در اکثر مواقع سال شاهد بارش باران‌های استوایی است، یکی از مناطق پر طرفدار جهانگردان محسوب می‌شود. رصدخانه آرسیبو در این جزیره قرار دارد.
نخستین شهر این جزیره سان خوان بود که در سال ۱۵۲۱ تأسیس شد. با افزایش سکونت در شهرها ۳۰ شهر در قرن ۱۸ به وجود آمد و ۳۴ شهر نیز در قرن ۱۹ تأسیس یافت. ۶ شهر نیز در قرن ۲۰ ایجاد شد که آخرین آن فلوریدا در سال ۱۹۷۱ بود.

## تقسیمات اداری جزیره
پورتوریکو استان ندارد اما از نظر اداری به ۷۸ شهرستان تقسیم شده‌است که فرمانداری‌ها در آن‌ها مانند استانداری در کشورهای دیگر عمل می‌کنند. این شهرستان‌ها خود به بخش (barrio) و بخش‌ها نیز به دهستان (sector) تقسیم شده‌اند.

نقشه شهرستان‌های پورتوریکو.

## مردم
| ترکیب نژادی پورتوریکو (سرشماری ۲۰۱۰)                                        | ترکیب نژادی پورتوریکو (سرشماری ۲۰۱۰) | ترکیب نژادی پورتوریکو (سرشماری ۲۰۱۰) | ترکیب نژادی پورتوریکو (سرشماری ۲۰۱۰) | ترکیب نژادی پورتوریکو (سرشماری ۲۰۱۰) |
| --------------------------------------------------------------------------- | ------------------------------------ | ------------------------------------ | ------------------------------------ | ------------------------------------ |
| نژاد و تبار                                                                 |                                      |                                      |                                      |                                      |
| سفیدپوست                                                                    | سفیدپوست                             |                                      | ۷۵٫۸٪                                | ۷۵٫۸٪                                |
| سیاه‌پوست                                                                    | سیاه‌پوست                             |                                      | ۱۲٫۴٪                                | ۱۲٫۴٪                                |
| زردپوست                                                                     | زردپوست                              |                                      | ۰٫۲٪                                 | ۰٫۲٪                                 |
| دورگه یا چندرگه                                                             | دورگه یا چندرگه                      |                                      | ۳٫۳٪                                 | ۳٫۳٪                                 |
| سرخ‌پوست                                                                     | سرخ‌پوست                              |                                      | ۰٫۵٪                                 | ۰٫۵٪                                 |
| اقیانوسیه‌ای                                                                 | اقیانوسیه‌ای                          |                                      | ۰٫۱٪                                 | ۰٫۱٪                                 |
| دیگر نژادها                                                                 | دیگر نژادها                          |                                      | ۷٫۸٪                                 | ۷٫۸٪                                 |
| یادداشت: ۹۹ درصد از جمعیت کشور تحت عنوان هیسپانیک یا لاتینو شناخته می‌شوند.. |                                      |                                      |                                      |                                      |

در حال حاضر نیویورک و فلوریدا دارای بیشترین جمعیت پورتوریکویی‌تباران می‌باشند. نیویورک با ۱٫۲ میلیون جمعیت پورتوریکویی‌تبار و فلوریدا با یک میلیون نفر پورتوریکویی پذیرای کسانی است که به دلیل شرایط نامناسب اقتصادی از این کشور نیمه خودمختار وارد ایالات متحده شده‌اند.
بسیاری از کشاورزان پورتوریکویی به دنبال وقوع توفان در کشورشان، اغلب محصولات خود را از دست دادند. به همین دلیل این کشور با کمبود مواد غذایی روبه‌روست که این مشکل بحران‌های پس از زمین‌لرزه سال ۲۰۱۰ را نیز وخیم‌تر کرده‌است.

## اقتصاد
محصولات پورتوریکو عبارت است از: شکر، قهوه، تنباکو، پنبه دانه، الوار، و درختان صنعتی و غیره. پرندگان اهلی و حیوانات شکاری بسیار دارد و ماهی نیز در سواحل آن فراوان است. صادرات پورتوریکو را عمدتاً فراورده‌های دارویی و لوازم الکترونیکی تشکیل می‌دهند. گردشگری و بانکداری نیز از جمله صنایع مهم در پورتوریکو می‌باشد. پورتوریکو از اعضای کشورهای همسود به‌شمار می‌رود.
عدم وجود قوانین سختگیرانه مالیاتی و استقبال این کشور از ارز دیجیتال سبب شده گروهی از سرمایه‌گذاران به فکر تبدیل این کشور به قطب ارز رمزی و استخراج آن و نیز بهره‌گیری از زنجیره بلوکی برای مدیریت امور مختلف باشند

## نگارخانه

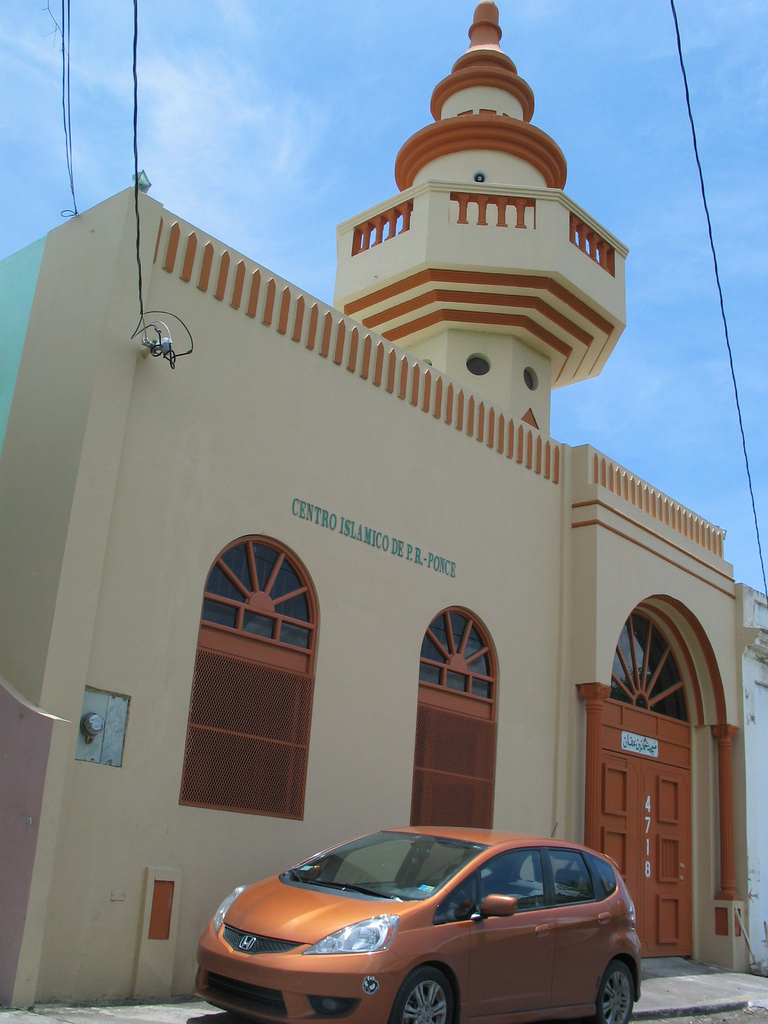
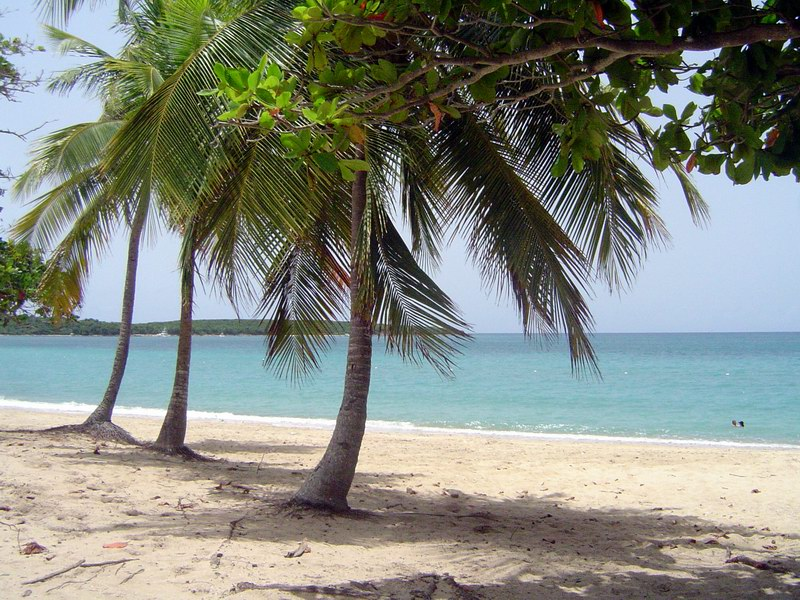
ساحل خلیج ویکز سان
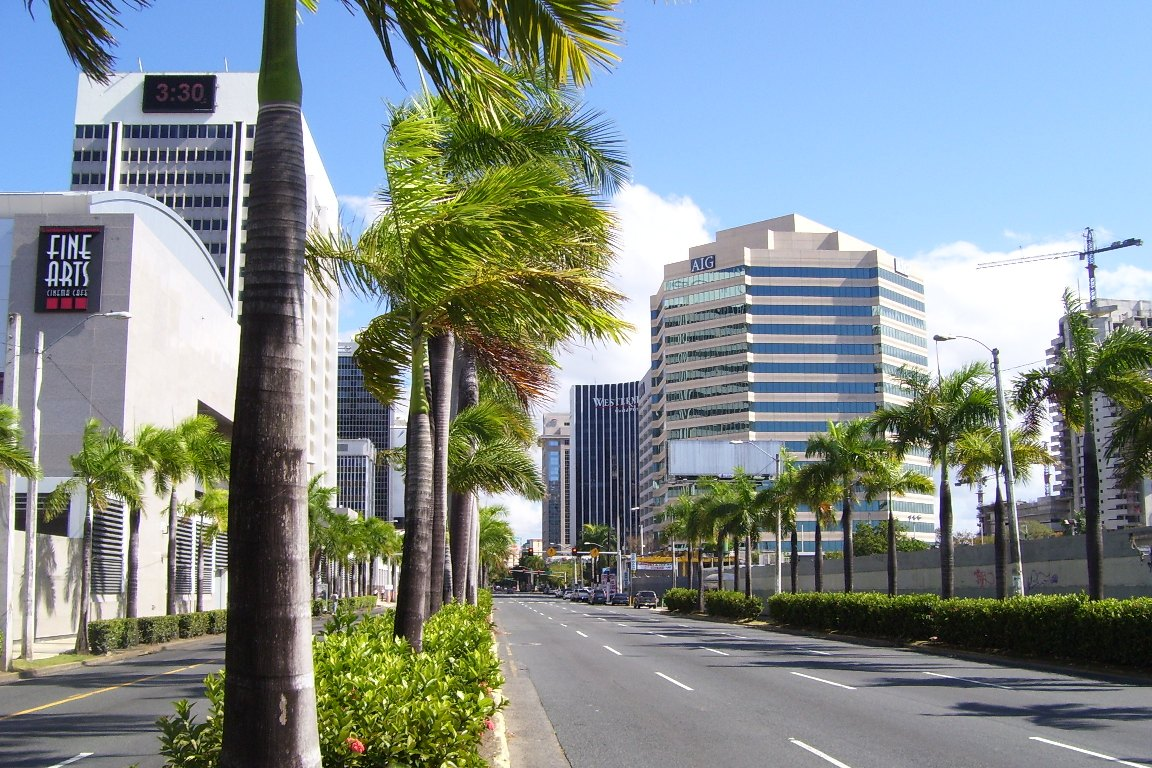
La Milla de Oro
بزرگ‌راه‌های پورتوریکو